# Mário Celso de Abreu
Marão, właśc. Mário Celso de Abreu (ur. 8 maja 1925 w Belo Horizonte, zm. 28 września 2013) – brazylijski trener piłkarski.

## Kariera trenerska
Najbardziej znanymi klubami jakie prowadził Marão to Clube Atlético Mineiro i Cruzeiro EC.
W 1968 roku Marão prowadził w Olimpijską Reprezentację Brazylii na Igrzyskach Olimpijskich w Meksyku. Na turnieju w Meksyku reprezentacji Brazylii z przegrała 0-1 z Hiszpanią oraz zremisowała z Japonią 1-1 i Nigerią 3-3. Marão prowadził jeszcze m.in. Américę Belo Horizonte oraz Sport Recife.